# Championnat du monde féminin de basket-ball 1979
Navigation
Colombie 1975 Brésil 1983
Le Championnat du monde féminin de basket-ball 1979 s’est déroulé à Séoul en Corée du Sud en 1979. Organisé par la FIBA, il est le 8e championnat du monde de basket-ball féminin.
Ce sont douze équipes qui se disputèrent le titre.

## Lieux de compétition
| [[Fichier:South Korea adm location map.svg\|350px\|{{#if:\|{{{alt}}}\|Championnat du monde féminin de basket-ball 1979 est dans la page Corée du Sud.]]Séoul |                      |
| [[Fichier:South Korea adm location map.svg\|350px\|{{#if:\|{{{alt}}}\|Championnat du monde féminin de basket-ball 1979 est dans la page Corée du Sud.]]Séoul | Séoul                |
| --- | -------------------- |
| [[Fichier:South Korea adm location map.svg\|350px\|{{#if:\|{{{alt}}}\|Championnat du monde féminin de basket-ball 1979 est dans la page Corée du Sud.]]Séoul | Gymnase de Jangchung |
| [[Fichier:South Korea adm location map.svg\|350px\|{{#if:\|{{{alt}}}\|Championnat du monde féminin de basket-ball 1979 est dans la page Corée du Sud.]]Séoul | Capacité : 20 000    |
| [[Fichier:South Korea adm location map.svg\|350px\|{{#if:\|{{{alt}}}\|Championnat du monde féminin de basket-ball 1979 est dans la page Corée du Sud.]]Séoul |                      |

## Équipes participantes
| Amérique   | Europe   | Asie         | Océanie   | Afrique |
| ---------- | -------- | ------------ | --------- | ------- |
| États-Unis | France   | Corée du Sud | Australie | Sénégal |
| Brésil     | Pays-Bas | Japon        |           |         |
| Bolivie    | Italie   | Malaisie     |           |         |
| Canada     |          |              |           |         |

En raison de la guerre froide, les équipes URSS, Hongrie, Bulgarie, Pologne , etc. boycottent la compétition.

## Compétition

### Format
Le format du tournoi n'a pas changé. L'exception est qu'au lieu de l'hôte du championnat, l'équipe la plus forte (l'équipe des États-Unis) a commencé le championnat par la phase finale.
Tournoi de groupes qualificatifs (3 groupes de 4 équipes) pour déterminer 6 (six) finalistes. Les finalistes et l'équipe la plus forte du championnat du tournoi de groupe ont déterminé les vainqueurs (en tenant compte des résultats des matchs entre les adversaires ayant participé au tournoi de qualification). Les perdants du tournoi de qualification ont joué des matchs pour les 8e à 12e places.

### Tour préliminaire
| Groupe A |              |     |   |   |     |     |      |
|          | Équipe       | Pts | G | P | PP  | PC  | Diff |
| 1        | Canada       | 6   | 3 | 0 | 244 | 157 | 87   |
| 2        | Corée du Sud | 5   | 2 | 1 | 247 | 177 | 70   |
| 3        | Pays-Bas     | 4   | 1 | 2 | 216 | 196 | 20   |
| 4        | Bolivie      | 3   | 0 | 3 | 108 | 285 | -177 |

|  | Corée du Sud | 63  | 76 | Canada       |
|  | Bolivie      | 34  | 95 | Pays-Bas     |
|  | Canada       | 84  | 36 | Bolivie      |
|  | Pays-Bas     | 63  | 78 | Corée du Sud |
|  | Pays-Bas     | 58  | 84 | Canada       |
|  | Corée du Sud | 106 | 38 | Bolivie      |

| Groupe B |                  |     |   |   |     |     |      |
|          | Équipe           | Pts | G | P | PP  | PC  | Diff |
| 1        | Japon (1-1;+13)  | 5   | 2 | 1 | 203 | 138 | 65   |
| 2        | France (1-1;-3)  | 5   | 2 | 1 | 193 | 166 | 27   |
| 3        | Brésil (1-1;-10) | 5   | 2 | 1 | 219 | 188 | 31   |
| 4        | Sénégal          | 3   | 0 | 3 | 127 | 250 | -123 |

|  | Japon   | 84 | 32 | Sénégal |
|  | Brésil  | 64 | 76 | France  |
|  | Sénégal | 57 | 98 | Brésil  |
|  | France  | 49 | 64 | Japon   |
|  | Brésil  | 57 | 55 | Japon   |
|  | Sénégal | 38 | 68 | France  |

| Groupe C |           |     |   |   |     |     |      |
|          | Équipe    | Pts | G | P | PP  | PC  | Diff |
| 1        | Australie | 4   | 2 | 0 | 198 | 90  | 108  |
| 2        | Italie    | 3   | 1 | 1 | 166 | 115 | 41   |
| 3        | Malaisie  | 2   | 0 | 2 | 50  | 199 | -149 |

|  | Italie    | 80 | 36  | Malaisie  |
|  | Malaisie  | 14 | 119 | Australie |
|  | Australie | 79 | 76  | Italie    |

### Poule de classement (8-12)
| Poule de classement |          |     |   |   |     |     |      |
|                     | Équipe   | Pts | G | P | PP  | PC  | Diff |
| 1                   | Pays-Bas | 8   | 4 | 0 | 378 | 193 | 185  |
| 2                   | Brésil   | 7   | 3 | 1 | 373 | 258 | 115  |
| 3                   | Bolivie  | 6   | 2 | 2 | 196 | 291 | -95  |
| 4                   | Malaisie | 5   | 1 | 3 | 217 | 333 | -116 |
| 5                   | Sénégal  | 4   | 0 | 4 | 207 | 296 | -89  |

|  | Malaisie | 62  | 55  | Sénégal  |
|  | Bolivie  | 53  | 98  | Brésil   |
|  | Pays-Bas | 82  | 44  | Sénégal  |
|  | Malaisie | 66  | 104 | Brésil   |
|  | Bolivie  | 55  | 47  | Malaisie |
|  | Brésil   | 73  | 82  | Pays-Bas |
|  | Sénégal  | 51  | 54  | Bolivie  |
|  | Pays-Bas | 119 | 42  | Malaisie |

### Poule finale (1-7)
| Poule finale |                       |     |   |   |     |     |      |
|              | Équipe                | Pts | G | P | PP  | PC  | Diff |
| 1            | États-Unis (1-1;+4)   | 11  | 5 | 1 | 463 | 402 | 61   |
| 2            | Corée du Sud (1-1;-1) | 11  | 5 | 1 | 436 | 413 | 23   |
| 3            | Canada (1-1;-3)       | 11  | 5 | 1 | 395 | 366 | 29   |
| 4            | Australie             | 9   | 3 | 3 | 387 | 398 | -11  |
| 5            | Italie                | 8   | 2 | 4 | 386 | 376 | 10   |
| 6            | Japon                 | 7   | 1 | 5 | 350 | 377 | -27  |
| 7            | France                | 6   | 0 | 6 | 338 | 423 | -85  |

|  | Corée du Sud | 94      | 82      | États-Unis   |
|  | France       | 46      | 59      | Australie    |
|  | Canada       | 64      | 55      | Italie       |
|  | Japon        | 56      | 64      | Corée du Sud |
|  | France       | 59      | 72      | Canada       |
|  | Italie       | 64      | 66      | États-Unis   |
|  | Corée du Sud | 76      | 72      | Australie    |
|  | États-Unis   | 84      | 65      | Japon        |
|  | Canada       | 56      | 55      | Japon        |
|  | Italie       | 72      | 54      | France       |
|  | France       | 71      | 76      | Corée du Sud |
|  | Australie    | 59      | 74      | États-Unis   |
|  | Australie    | 57      | 66      | Canada       |
|  | Italie       | 63      | 50      | Japon        |
|  | États-Unis   | 80      | 59      | France       |
|  | Japon        | 60 (57) | 61 (57) | Australie    |
|  | Corée du Sud | 63      | 56      | Italie       |
|  | Canada       | 61      | 77      | États-Unis   |

## Classement final
| Rang | Équipe       | J | V | D | PP  | PC  | Diff | Statut              |
| ---- | ------------ | - | - | - | --- | --- | ---- | ------------------- |
| 1    | États-Unis   | 6 | 5 | 1 | 463 | 402 | +61  | Poule finale        |
| 2    | Corée du Sud | 8 | 7 | 1 | 620 | 514 | +106 | Poule finale        |
| 3    | Canada       | 8 | 7 | 1 | 563 | 460 | +103 | Poule finale        |
| 4    | Australie    | 7 | 4 | 3 | 506 | 412 | +94  | Poule finale        |
| 5    | Italie       | 7 | 3 | 4 | 466 | 412 | +54  | Poule finale        |
| 6    | Japon        | 8 | 2 | 6 | 489 | 466 | +23  | Poule finale        |
| 7    | France       | 8 | 2 | 6 | 482 | 525 | -43  | Poule finale        |
| 8    | Pays-Bas     | 6 | 4 | 2 | 499 | 355 | +144 | Poule de classement |
| 9    | Brésil       | 6 | 4 | 2 | 494 | 389 | +105 | Poule de classement |
| 10   | Bolivie      | 6 | 2 | 4 | 270 | 481 | -211 | Poule de classement |
| 11   | Malaisie     | 6 | 1 | 5 | 267 | 532 | -265 | Poule de classement |
| 12   | Sénégal      | 6 | 0 | 6 | 277 | 448 | -171 | Poule de classement |

| Championne du monde 1979 |
| · États-Unis · 3e titre |
| - 4 Tara Heiss - 5 Holly Warlick - 6 Ann Meyers - 7 Jan Trombly - 8 Jackie Swaim - 9 Jill Rankin - 10 Nancy Lieberman - 11 Barbara Brown - 12 Carol Blazejowski - 13 Denise Curry - 14 Rosie Walker - 15 Kris Kirchner - Entraîneur : Pat Summitt |